# 아서 에이리스워스

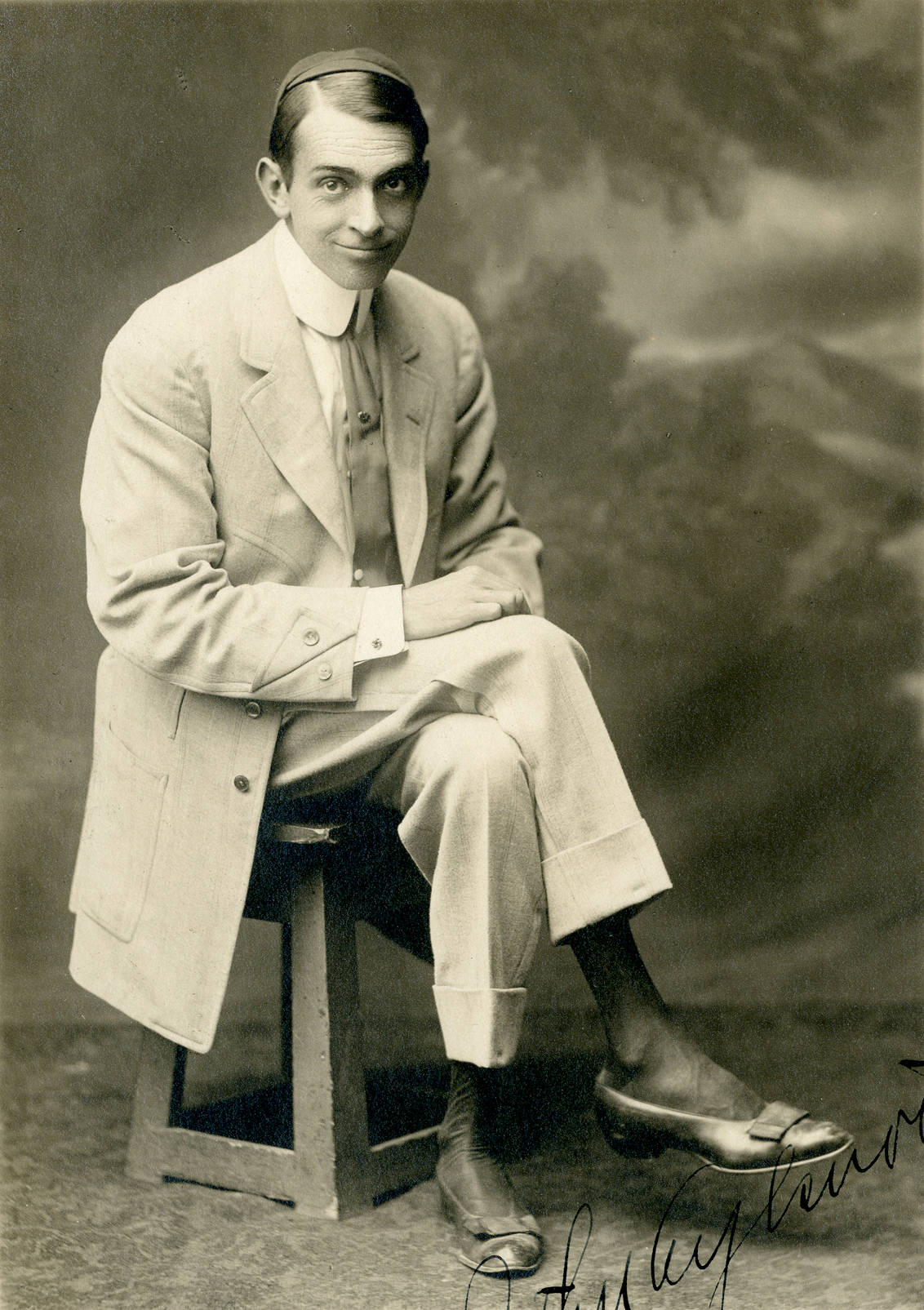

아서 에이리스워스(Arthur Aylesworth, 1883년 8월 12일 ~ 1946년 6월 26일)는 미국의 배우, 연극 배우이다.
로스앤젤레스에서 사망하였다.

## 영화
- 코네티컷의 크리스마스 (1945년)
- 홈 인 인디아나 (1944년)
- 신 타운 (1942년)
- 록시 하트 (1942년)
- 하이 시에라 (1941년)
- 요크 상사 (1941년)
- 인간 에디슨 (1940년)
- 영 피플 (1940년)
- 서부의 사나이 (1940년)
- 분노의 포도 (1940년)
- 허클베리 핀의 모험 (1939년)
- 링컨 (1939년)
- 보 게스티 (1939년)
- 무법자 제시 제임스 (1939년)
- 모호크족의 북소리 (1939년)
- 톰 소여의 모험 (1938년)
- 오브 휴먼 하츠 (1938년)
- 대뉴욕 (1938년)
- 에밀 졸라의 생애 (1937년)
- 딤플스 (1936년)
- 평원의 사나이 (1936년)
- 더 빅 브로드캐스트 오브 1936 (1935년)
- 해피니스 어헤드 (1934년) - 데일리 거젯 뉴스페이퍼 에디터 인 트레일러 역
- 여인네들 (1934년)